# Universität für Architektur, Bauingenieurwesen und Geodäsie
Die Universität für Architektur, Bauingenieurwesen und Geodäsie (bulgarisch Университет по архитектура, строителство и геодезия) ist eine Universität in Sofia.

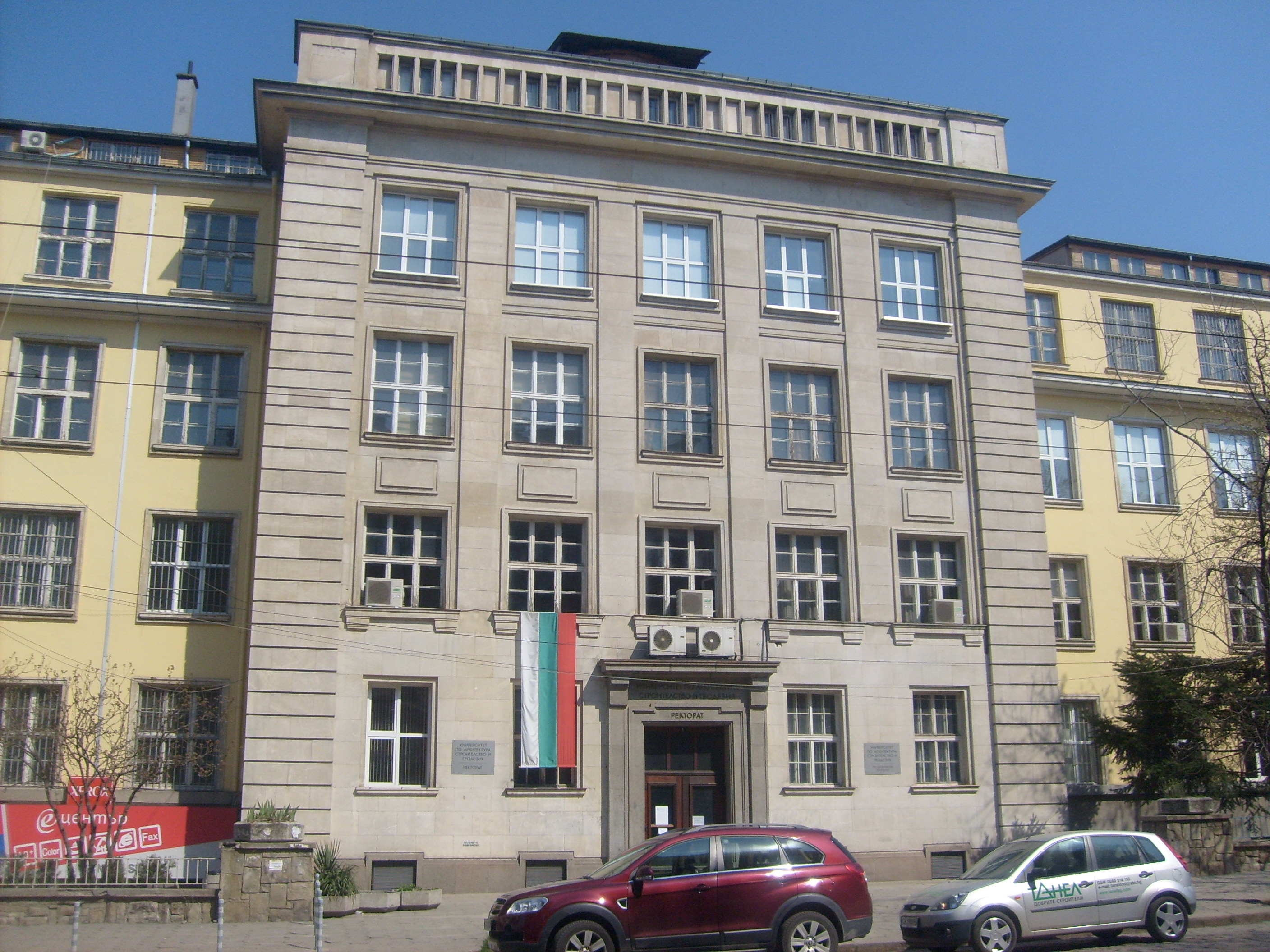

Die Universität wurde 1942 Staatliche Polytechnikum und 1953 in das Institut für Ingenieurwesen und Bauwesen (ICI), das Institut für Maschinenbau und Elektrotechnik (MEI), das Institut für Chemie und Technologie (CTI) und das Institut für Bergbau und Geologie (MGI) aufgeteilt. Da die Hälfte der Grundeinheiten des Staatlichen Polytechnikums (4 der 8 Fakultäten mit 7 der 14 Fachrichtungen) zum ISI gehören, verbleibt das Archiv des Staatlichen Polytechnikums dort. Bei der Aufteilung im Jahr 1953 wurde zudem das Fachgebiet Landmanagement wurde in das eigenständige Landwirtschaftliche Institut verlegt. Nach dem Fall des Kommunismus wurde das ICI in Universität für Architektur, Bauingenieurwesen und Geodäsie umbenannt.

## Fakultäten
- Fakultät für Architektur
- Fakultät für Bauingenieurwesen
- Fakultät für Hydrotechnik
- Fakultät für Straßenbau
- Fakultät für Geodäsie